# Jay Baruchel
Jay Baruchel, all'anagrafe Jonathan Adam Saunders Baruchel (Ottawa, 9 aprile 1982), è un attore, doppiatore, regista e sceneggiatore canadese.

## Biografia
Baruchel nasce a Ottawa, nell'Ontario, il 9 aprile del 1982, primogenito dei due figli di Serge Baruchel, un antiquario francese nativo di Parigi e d'origine ebraica per parte paterna, emigrato in Canada da ragazzo, e di Robyne Ropell, una giornalista indipendente canadese d'origini irlandesi (nella fattispecie della Contea di Mayo, quantomeno stando a ciò che ritiene lo stesso Baruchel). Definitosi «probabilmente agnostico», è cresciuto a Notre-Dame-de-Grâce, un quartiere di Montréal (nel Québec), dove tuttora vive. Ha una sorella minore ed è tifoso dei Canadiens de Montréal.
Baruchel è stato impegnato con l'attrice Alison Pill, ha reso pubblico il loro fidanzamento quando ha ringraziato la sua fidanzata durante un discorso di accettazione presso il Genie Awards a Ottawa, in Canada. L'attore ha poi annunciato la fine della loro relazione nel febbraio 2013. Ha avuto una breve relazione anche con l'attrice di 10 cose che odio di te, Meaghan Martin. Ha diversi tatuaggi: una croce celtica sul braccio in alto a destra (un dichiarato omaggio alle sue origini irlandesi), il cognome da nubile di sua madre sul suo avambraccio e la foglia d'acero rossa raffigurata sulla bandiera del Canada sul suo pettorale sinistro (che gli può esser vista in Fanboys, Molto incinta, Tropic Thunder e Facciamola finita).
Il suo debutto risale al 1995 in un episodio della serie televisiva Hai paura del buio?, dopo altre esperienze televisive ha ottenuto un ruolo nel film del 2000 Quasi famosi. Ha recitato nella parte di Steven Karp nella serie tv di breve durata Undeclared. Terminata la serie ha avuto una parte nel film Le regole dell'attrazione, e successivamente ha ricoperto un ruolo importante nel film di Clint Eastwood Million Dollar Baby. Tra il 2005 e il 2006 ha affiancato Don Johnson nella serie tv Just Legal, nel 2007 ha recitato nel film di Judd Apatow Molto incinta.
Avrebbe dovuto interpretare l'antagonista Maxwell Lord nel film di George Miller dedicato alla Justice League, Justice League: Mortal, che a causa dello sciopero degli sceneggiatori e a vari problemi produttivi non venne mai realizzato. Nel 2008 ha lavorato nella commedia Fanboys e in Tropic Thunder per la regia di Ben Stiller. Baruchel è protagonista del film L'apprendista stregone (2010) assieme a Nicolas Cage. Successivamente è apparso nel film The Trotsky (2010).
Nell'estate 2010 è il protagonista di Lei è troppo per me, con Alice Eve e T. J. Miller. Sempre nello stesso anno doppia il protagonista del film d'animazione Dreamworks Dragon Trainer, il gracile ragazzo vichingo Hiccup, ruolo che riprende nella serie televisiva Dragons, nei sequel Dragon Trainer 2 e Dragon Trainer - Il mondo nascosto e nel cortometraggio Dragon Trainer - Rimpatriata. Sempre nel 2010 è apparso in una speciale campagna pubblicitaria dell'Adidas, "Cantina", in collaborazione con la coppa del mondo FIFA 2010. Nel 2011 è uscito Goon, che ha co-scritto con Evan Goldberg e interpretato al fianco di Seann William Scott e Eugene Levy. Nel 2017 è uscito il sequel Goon: Last of the Enforcers che Baruchel ha diretto e co-scritto insieme a Jesse Chabot.

## Filmografia

### Attore

#### Cinema
- Il momento sbagliato (Running Home), regia di Marc F. Voizard (1999)
- Who Gets the House?, regia di Timothy J. Nelson (1999)
- Quasi famosi (Almost Famous), regia di Cameron Crowe (2000)
- Le regole dell'attrazione (The Rules of Attraction), regia di Roger Avary (2002)
- Nemesis Game, regia di Jesse Warn (2003)
- Million Dollar Baby, regia di Clint Eastwood (2004)
- Fetching Cody, regia di David Ray (2005)
- I'm Reed Fish, regia di Zackary Adler (2006)
- Molto incinta (Knocked Up), regia di Judd Apatow (2007)
- Just Buried, regia di Chaz Thorne (2007)
- Real Time, regia di Randall Cole (2008)
- Tropic Thunder, regia di Ben Stiller (2008)
- Fanboys, regia di Kyle Newman (2008)
- Nick & Norah - Tutto accadde in una notte (Nick and Norah's Infinite Playlist), regia di Peter Sollett (2008)
- Una notte al museo 2 - La fuga (Night at the Museum: Battle of the Smithsonian), regia di Shawn Levy (2009)
- The Trotsky, regia di Jacob Tierney (2010)
- Lei è troppo per me (She's Out of My League), regia di Jim Field Smith (2010)
- L'apprendista stregone (The Sorcerer's Apprentice), regia di Jon Turteltaub (2010)
- Good Neighbours, regia di Jacob Tierney (2010)
- Goon, regia di Michael Dowse (2011)
- Cosmopolis, regia di David Cronenberg (2012)
- Facciamola finita (This Is the End), regia di Evan Goldberg e Seth Rogen (2013)
- The Art of the Steal - L'arte del furto (The Art of the Steal), regia di Jonathan Sobol (2013)
- RoboCop, regia di José Padilha (2014)
- Goon: Last of the Enforcers, regia di Jay Baruchel (2017)
- Voglia di gentilezza (The Kindness of Strangers), regia di Lone Scherfig (2019)
- BlackBerry, regia di Matt Johnson[14] (2023)
- Humane, regia di Caitlin Cronenberg (2024)

#### Televisione
- Hai paura del buio? (Are You Afraid of the Dark?) – serie TV, 4 episodi (1995-2000)
- My Hometown – serie TV, 3 episodi (1996)
- Scuola di streghe (The Worst Witch) – serie TV, 1 episodio (1998)
- Undeclared – serie TV, 17 episodi (2001-2003)
- Matthew Blackheart: Monster Smasher, regia di Erik Canuel – film TV (2002)
- The Stones – serie TV, 6 episodi (2004)
- Just Legal – serie TV, 8 episodi (2005-2006)
- Numb3rs – serie TV, 2 episodi (2006)
- Being Human – serie TV, 1 episodio (2012)
- Man Seeking Woman – serie TV, 30 episodi (2015-2017)
- FUBAR - serie TV, 8 episodi (2023)

### Doppiatore
- Dragon Trainer (How to Train Your Dragon), regia di Dean DeBlois e Chris Sanders (2010)
- La leggenda del drago Rubaossa (Legend of the Boneknapper Dragon), regia di John Puglisi – cortometraggio (2010)
- Dragons - Il dono del drago (Dragons: Gift of the Night Fury), regia di Tom Owens – cortometraggio (2011)
- Il libro dei draghi (Book of Dragons), regia di Steve Hickner – cortometraggio (2011)
- Dragons (DreamWorks Dragons) – serie animata, 118 episodi (2012-2018)
- Dragon Trainer 2 (How to Train Your Dragon 2), regia di Dean DeBlois (2014)
- Dragons - L'inizio delle corse dei draghi (Dawn of the Dragon Racers), regia di Elaine Bogan e John Sanford – cortometraggio (2014)
- Dragon Trainer - Il mondo nascosto (How to Train Your Dragon: The Hidden World), regia di Dean Deblois (2019)
- Dragon Trainer - Rimpatriata (How to Train Your Dragon: Homecoming), regia di Tim Johnson – cortometraggio (2019)
- Trailer Park Boys: The Animated Series – serie animata, 2 episodi (2019-2020)

### Regista
- Goon: Last of the Enforcers (2017)

### Sceneggiatore
- Goon, regia di Michael Dowse (2011)
- Goon: Last of the Enforcers, regia di Jay Baruchel (2017)

## Riconoscimenti
Baruchel ha vinto 2 premi nel 2007 per il film I'm Reed Fish del 2006.

## Doppiatori italiani
Nelle versioni in italiano delle opere in cui ha recitato, Jay Baruchel è stato doppiato da:
- Flavio Aquilone in Una notte al museo 2 - La fuga, L'apprendista stregone, Cosmopolis
- David Chevalier in Million Dollar Baby, Robocop
- Davide Perino in Undeclared, Lei è troppo per me
- Gianfranco Miranda in Nick & Norah - Tutto accadde in una notte, The Art of the Steal - L'arte del furto
- Gianluca Cortesi in Goon, Goon - Last of The Enforcers
- Alessandro Tiberi in BlackBerry, Humane
- Luca Graziani in Le regole dell'attrazione
- Daniele Raffaeli in Fanboys
- Davide Albano in Tropic Thunder
- Emiliano Ragno in Molto incinta
- Alessio Puccio in Being Human
- Nanni Baldini in Facciamola finita
- Sacha De Toni in Quasi famosi
- Gabriele Vender in FUBAR

Da doppiatore è sostituito da:
- Flavio Aquilone in Dragon Trainer, La leggenda del drago Rubaossa, Dragons - Il dono del drago, Il libro dei draghi, Dragons, Dragon Trainer 2, Dragons - L'inizio delle corse dei draghi, Dragon Trainer - Il mondo nascosto, Dragon Trainer - Rimpatriata
- Gabriele Patriarca in Trailer Park Boys: The Animated Series